# 長頸漏斗
长颈漏斗是漏斗的一种(又稱薊頭漏斗)，主要用于固体和液体在锥形瓶中反应时添加液体药品。一般还可以用分液漏斗替代。与分液漏斗相比，长颈漏斗的可控性不佳。而且在使用时，注意液封（即漏斗的底部要在液面以下），防止生成的气体从长颈漏斗逸出。